# Vuelo 230 de Aeroméxico
El vuelo 230 de Aeroméxico era un vuelo que, el 27 de julio de 1981 sufrió un accidente al aterrizar en el Aeropuerto de Chihuahua. Se produjo un incendio y 32 personas murieron. El vuelo fue en un DC-9-32 avión a reacción.

## Avion
El avión, un McDonnell Douglas DC-9-32, (registro XA-DEN), fue entregado a Aeroméxico en mayo de 1974 y fue bautizado como Yucatán. En el momento del accidente, tenía 7 años y 3 meses. 

## Secuencia del accidente
El vuelo transcurrió sin incidentes hasta aterrizar en Chihuahua. Se formaron cumulonimbus, nubes con fuertes chubascos y lluvias, durante la aproximación y el aterrizaje. Al momento del aterrizaje, el avión rebotó y golpeó el suelo; la aeronave se salió de la pista de aterrizaje, se separó y se incendió. 34 pasajeros y la tripulación fueron capaces de huir de los restos; el humo y el fuego causó la muerte de los que quedaron atrapados.

## Investigación
Está catalogado como un accidente por malas condiciones climáticas, repentina corriente descendente y fuertes vientos cruzados,